# Shediac
Shediac is een plaats (town) in de Canadese provincie New Brunswick en telt 5497 inwoners (2006). De oppervlakte bedraagt 11,97 km².